# Каратаев, Владимир Петрович
Владимир Петрович Каратаев (1928 — 1994) — передовик советского сельского хозяйства, Бригадир колхоза «Дружба» Сакмарского района Оренбургской области, Герой Социалистического Труда (1973).

## Биография
Родился в 1928 году в селе Дмитриевка, Сакмарского района, Оренбургской области, в крестьянской семье.
С подросткового возраста стал работать. В 1944 году окончил курсы трактористов и стал трудиться в Сакмарской машинно-тракторной станции. С 1949 по 1953 годы служил в Красной Армии. После демобилизации вернулся работать в родное село трактористом. С 1955 года работал бригадиром тракторной, а позднее комплексной бригады колхоза «Дружба».
Бригада показывала высокие результаты в производстве. Урожайность зерновых в седьмой пятилетки составила 16 центнеров с гектара, а в восьмой, девятой и десятой 22-24 центнера с гектара.
Указом Президиума Верховного Совета СССР от 11 декабря 1973 года за достижение высоких показателей в производстве продукции сельского хозяйства и высокие урожаи зерновых Владимиру Петровичу Каратаеву было присвоено звание Героя Социалистического Труда с вручением ордена Ленина и медали «Серп и Молот».
В конце 1980-х годов вышел на заслуженный отдых.
Умер в 1994 году.

## Награды
За трудовые и боевые успехи был удостоен:
- золотая звезда «Серп и Молот» (11.12.1973)
- орден Ленина (11.12.1973)
- Орден Октябрьской Революции
- Медаль «За трудовое отличие»
- другие медали.